# Alphonse Camille Terroir

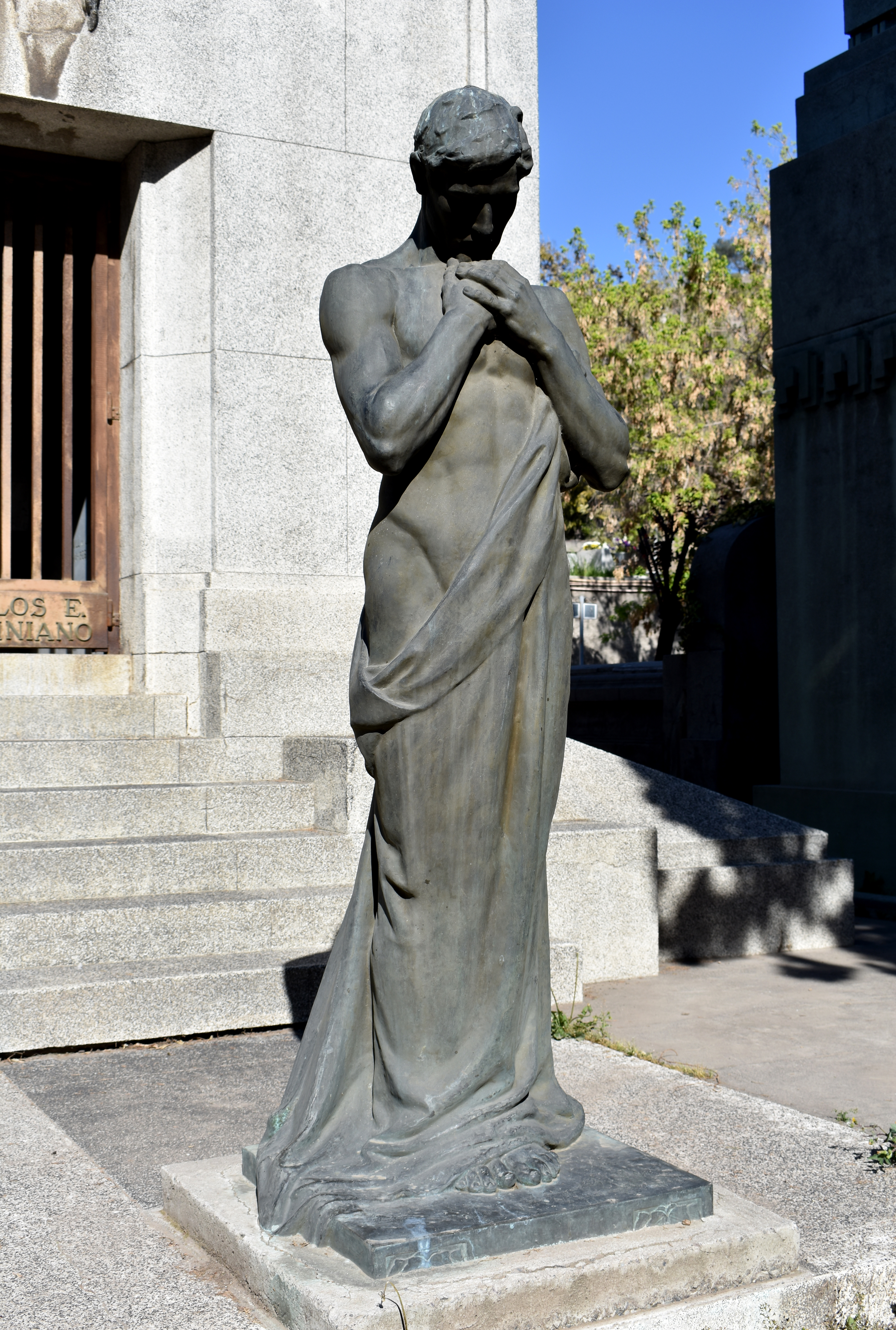
Escultura de Alphonse Camille Terroir

Alphonse Camille Terroir, (* 1875 en Marly, 1955 en París) fue un escultor francés. Ganador del Premio de Roma en 1902.

## Datos biográficos
Alumno de la Escuela de Bellas Artes de París.
Terroir ganó en 1902 el Premier Grand Prix de Rome. Con la escultura en bulto redondo Ulysse naufragé, jette au loin dans la mer l'écharpe de la déesse.
Permanece pensionado en la Villa Médici de Roma de 1902 a 1906. Durante su estancia en la Academia de Francia en Roma entabló amistad con el compositor Florent Schmitt, André Caplet y Aymé Kunc, de quien creó un busto. En ese momento la Academia estaba dirigida por el escultor Eugène Guillaume hasta 1905 y por el pintor Carolus-Duran que le sustituyó en esa fecha.
En 1930 hizo el monumento del escritor romántico francés René de Chateaubriand, para la ciudad de Combourg. Para el Panteón preparó el monumento a Diderot y a la Encyclopédie. Varias de sus obras se pueden ver en Valenciennes, entre ellos la tumba del abad Delbecque a los pies de la torre de la iglesia del Sacré Coeur de la ciudad, el monumento de la Renaissance de Valenciennes en el Liceo Orphelin L'Wallon y el Parc de la Rhonelle.
En su ciudad natal, Marly, encontramos en el cementerio la obra El hombre frente a la muerte medita y ora (en francés: L'Homme devant la mort et se recueille et prie) y en Haulchin, una estatua de Ernest Macarez. Más de treinta de sus esculturas se encuentran en posesión del Musée des Beaux-Arts, y otras en colecciones de América del Sur y Marruecos.
Como homenaje, el College Alphonse Terroir lleva el nombre del escultor en Marly. También una calle en Valenciennes lleva el nombre del escultor.

## Obras
Entre las mejores y más conocidas obras de Alphonse Camille Terroir se incluyen las siguientes:
- busto de Aymé Kunc (1877 - 1958)[5] La imagen del busto fue utilizada para ilustrar la carátula de un disco de compoiciones vocales del retratado.

- monumento de René de Chateaubriand,[3] en Combourg. Alphonse Terroir, realizó y expuso el yeso de la estatua de François-René en el Salón de 1920, pero no puede venderla al Estado francés, que sólo encarga su reproducción en granito para Combourg en 1929. fue inaugurada el 12 de octubre de 1930[6]

- La Oración (del francés: La Prière) en Montevideo[7]

- Mater Dolorosa en Oran.[7]

- monumento a Diderot, en el Panteón

- monumento a la Encyclopédie, en el Panteón

- tumba del abad Delbecque en Valenciennes[8]
- monumento de la Renaissance de Valenciennes en el Liceo Orphelin L'Wallon en Valenciennes

- esculturas en el Parc de la Rhonelle en Valenciennes

- L'Homme devant la mort et se recueille et prie en Marly

- estatua de Ernest Macarez, en Haulchin

- El filósofo, bronce con pátina negra, 60 cm de altura . Puesto a la venta en 2009 por sothebys.[9]

- Le frondeur, bronce, 63 cm de altura